# Argininosuccinato sintasa
La argininosuccinato sintasa o sintetasa (ASS; EC 6.3.4.5) es un enzima que cataliza la síntesis de argininosuccinato a partir de citrulina y aspartato.

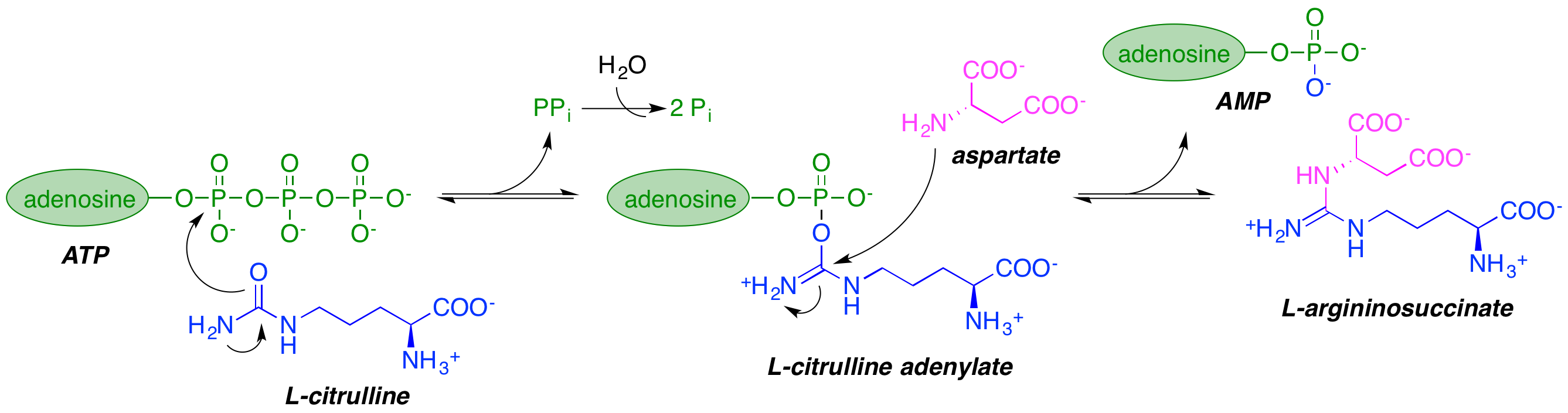
Reacción catalizada por la argininosuccinato sintasa. Adaptado de Goto et al. 2003.

La ASS es responsable del tercer paso del ciclo de la urea y una de las reacciones del ciclo citrulina-NO.

## Estructura genética
El gen que codifica este enzima, ASS, está localizado en el cromosoma 9. En los seres humanos, el ASS se expresa principalmente en las células hepáticas y renales. El gen ASS tiene una longitud mínima de 65 kb, incluyendo al menos 12 intrones.

## Mecanismo enzimático
En el primer paso de la reacción la citrulina ataca al fosfato alfa del ATP para formar adenilato de citrulina, un intermediario reactivo. La unión de AMP al grupo ureido (urea) en la citrulina activa el carbonilo para un ataque nucleofílico posterior. Esta activación facilita el segundo paso, en el que el grupo alfa-amino aspartato ataca al grupo ureido. El ataque por el aspartato es el paso limitante de la reacción. Este paso produce AMP y L-argininosuccinato libres.
Termodinámicamente, la adenilación del grupo citrulínico ureido es más favorable que la fosforilación análoga. Además, el ataque por citrulina al fosfato? del ATP produce un equivalente de pirofosfato, que puede hidrolizarse en una reacción termodinámicamente favorable para proporcionar energía adicional que impulsa la adenilación.

## Estructura

### Estructura cuaternaria
La sintetasa de argininosuccinato es un homotetrámero, con cada subunidad compuesta por 412 residuos. Las interfaces entre las subunidades contienen varios puentes salinos y de hidrógeno, y el extremo C-terminal de cada subunidad está involucrado en la oligomerización interactuando con los dominios de unión de C-terminales y nucleótidos de otras subunidades.

### Sitio activo
Se han generado estructuras cristalinas rayos X para la argininosuccinato sintetasa de Thermus thermophilus, E. coli, Thermotoga maritime y Homo sapiens. En T. thermophilus, E. coli y H. sapiens, citrulina y aspartato están estrechamente unidos al sitio activo por las interacciones con los residuos de serina y arginina; las interacciones de los sustratos con otros residuos en el sitio activo varían según la especie. En T. thermophilus, el grupo ureido de citrulina parece reposicionarse durante el ataque nucleofílico para lograr una proximidad adecuada al fosfato alfa del ATP. En E. coli, se sugiere que la unión de ATP causa un cambio conformacional que une el dominio de unión de nucleótidos y el dominio sintetasa. No se ha conseguido una estructura sintetasa argininosuccinato con un ATP ligado en el sitio activo, aunque el modelado sugiere que la distancia entre ATP y el grupo ureido de citrulina es menor en la argininosuccinato sintetasa humana que en la variante E. coli, por lo que es probable que sea necesario un cambio conformacional mucho más pequeño para la catálisis. El dominio de unión de ATP de la argininosuccinato sintetasa es similar al de otras pirofosfatasas de ATP de tipo N.

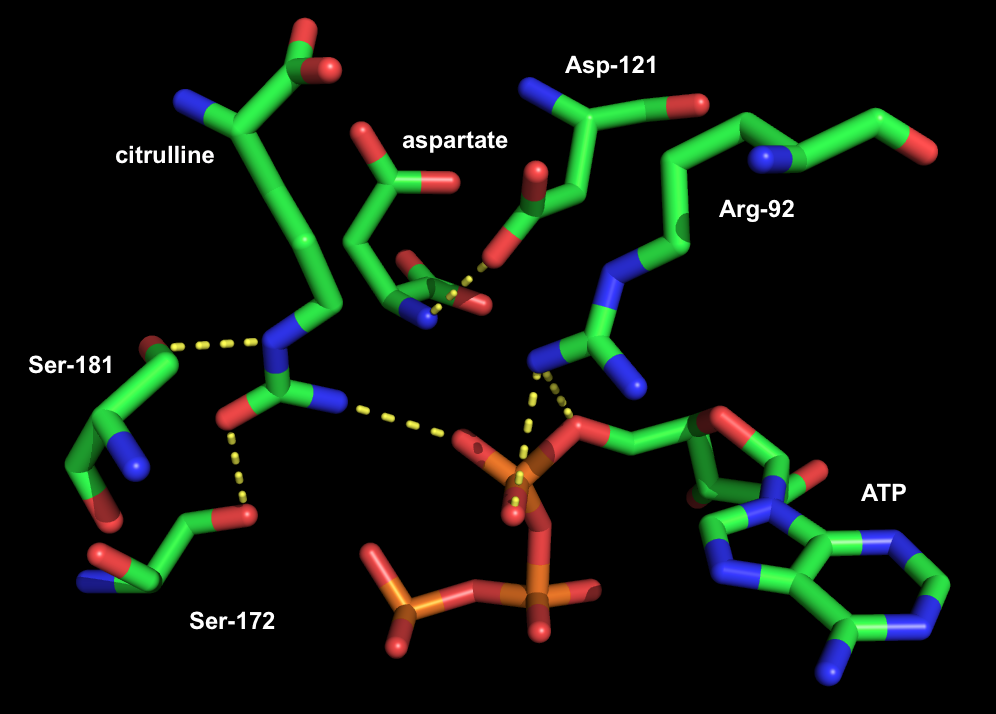
El sitio activo de la arginino succinato sintetasa se presenta con la citrulina enlazada, ATP y aspartato interactuando con residuos activos seleccionados del sitio. Modelado con PyMol a partir de PDB 1J1Z.

## Función biológica
La arginino succinato sintetasa está implicada en la síntesis de creatina, poliaminas, arginina, urea y óxido nítrico.

### Síntesis de arginina
La transformación de citrulina en argininosuccinato es el paso limitante en la síntesis de arginina. La actividad de la argininosuccinato sintetasa en la síntesis de arginina se produce principalmente en la membrana mitocondrial externa de las células hepáticas periportales como parte del ciclo de la urea, con cierta actividad en las células renales corticales. Los defectos genéticos que causan la localización incorrecta de la arginino succinato sintetasa en la membrana mitocondrial externa provocan citrulinemia de tipo II.
En fetos y lactantes, la arginina también se produce a través de la actividad arginino succinato sintetasa en las células intestinales, supuestamente para suplementar el bajo nivel de arginina presente en la leche materna. La expresión de argininosuccinato sintetasa en los intestinos cesa al cabo de dos o tres años de vida.
Se cree que la regulación de la actividad arginino succinato sintetasa en la síntesis de arginina ocurre principalmente a nivel transcripcional en respuesta a los glucocorticoides, cAMP, glucagón e insulina. También se ha demostrado in vitro que la arginina disminuye la expresión de argininosuccinato sintetasa, mientras que la citrulina la regula al alza.

### Ciclo citrulina-NO
La enzima endotelial óxido nítrico sintasa produce el óxido nítrico a partir de arginina en las células endoteliales. La arginino succinato sintetasa y la argininosuccinato liasa reciclan la citrulina, un subproducto de la producción de óxido nítrico, en arginina. Dado que el óxido nítrico es una molécula de señalización importante, este papel del ASS es importante para la fisiología vascular. En este rol, la actividad de la argininosuccino-succinato sintetasa está regulada en gran parte por la señal celular inflamatoria de moléculas como las citoquinas.
En las células endoteliales, se ha demostrado que la expresión de ASS se incrementa por el esfuerzo cortante debido al flujo laminar de la sangre pulsante. Las pruebas recientes sugieren que la ASS también puede estar sujeta a regulación por fosforilación en el residuo Ser-328 por la proteína cinasa C-? y por nitrosilación en el residuo Cys-132 por la óxido nítrico sintasa.

## Función en enfermedad

### Citrulinemia
La citrulinemia es una enfermedad autosómica hereditaria recesiva. Se han identificado al menos 50 mutaciones que causan citrullinemia tipo I en el gen ASS. La mayoría de estas mutaciones sustituyen un aminoácido por otro en el ASS. Estas mutaciones afectan probablemente la estructura de la enzima y su capacidad de unirse a la citrulina, aspartato y otras moléculas. Unas pocas mutaciones conducen a la producción de una enzima anormalmente corta que no puede desempeñar eficazmente su papel en el ciclo de la urea.
Defectos en la ASS interrumpen el tercer paso del ciclo de la urea, impidiendo que el hígado procese el exceso de nitrógeno para convertirlo en urea. Como resultado, el nitrógeno (en forma de amoníaco) y otros subproductos del ciclo de la urea (como la citrulina) se acumulan en el torrente sanguíneo. El amoníaco es tóxico, especialmente para el sistema nervioso. Una acumulación de amoníaco durante los primeros días de vida lleva a una alimentación deficiente, vómitos, convulsiones y otros signos y síntomas de la citrulinemia tipo I.
Los defectos en la ASS interrumpen el tercer paso del ciclo de la urea, impidiendo que el hígado procese el exceso de nitrógeno hacia urea. Como resultado, el nitrógeno (en forma de amoníaco) y otros subproductos del ciclo de la urea (como la citrulina) se acumulan en el torrente sanguíneo. El amoníaco es tóxico, particularmente para el sistema nervioso. Una acumulación de amoníaco durante los primeros días de vida lleva a una alimentación deficiente, vómitos, convulsiones y otros signos y síntomas de citrulinemia tipo I.

### Bioquímica de cáncer
Se ha observado una falta de expresión de argininosuccinato sintasa en varios tipos de células cancerosas, incluyendo el cáncer de páncreas, el cáncer de hígado y el melanoma. Por ejemplo, en el 87% de los cánceres pancreáticos se han observado defectos en la ASS. Por lo tanto, las células cancerosas son incapaces de sintetizar suficiente arginina para los procesos celulares y por lo tanto dependen de la arginina de la dieta. Se ha demostrado que el agotamiento de la arginina plasmática con arginina deiminasa conduce a una regresión de los tumores en ratones.